# Dżalmidun
Dżalmidun (arab. جلميدون) – wieś w Syrii, w muhafazie Hama. W 2004 roku liczyła 991 mieszkańców.